# Krysopras
Krysopras eller chrysopras (av latinets chrysoprasus, från grekiskans chrysoprasos, av χρυσός (krysos), 'guld' och πράσινον (prasinon), med betydelsen 'lök', är en halvgenomskinlig ädelsten, som innehåller små mängder nickel. Beroende på mängden nickel kan färgen på krysopras variera från ljusgul till ljusgrön eller mörkgrön. Nuförtiden är den äppelgrönt färgade varianten den vanligaste. Den hör till gruppen kalcedoner. Krysopras anses ha varit Alexander den stores favoritädelsten.
Krysopras är kryptokristallin, vilket innebär att den är sammansatt av så fina kristaller att de inte går att urskilja som tydliga partiklar i normal förstoring. På så vis skiljer den sig från bergkristall, ametist, citrin och andra varieteter av kristallint kvarts som huvudsakligen är genomskinligt formade som lätt igenkännbara sexsidiga kristaller. Andra inom den kryptokristallina kvartsfamiljen är agat, karneol och onyx. Krysopras har en hårdhet av 6–7 på Mohs hårdhetsskala.
Till skillnad från många andra ej transparenta mineral i kvartsgruppen, är det färgen snarare än mönstret som gör krysopras åtråvärd. Krysoprasstenar av hög kvalitet konkurrerar ofta med fin jade, vilken den ibland förväxlas med. Den slipas en cabochon (slätslipad utan fasetter, välvd på övre sidan, den undre sidan plan eller svagt konvex, omkretsen rund eller oval) och kan då vara lika eftertraktad som ametist. Detta gör krysoprasen till den värdefullaste av kalcedonerna. Krysopras anses ha varit Alexander den stores favoritädelsten.
Medan smaragd får sin sköna färg från krom, kommer krysoprasens färg sig av små föroreningar av nickeloxid. Färgen kan blekna i solljus eller vid stark värme; man kan förhindra detta genom att förvara stenen fuktigt. Nickeloxiden har rapporterats visa sig som plättar av det talkliknande mineralet willemseite. Krysopras är resultatet av vittrad nickelhaltig serpentinit eller andra ultrabasiska ofiolita bergarter. I de australiensiska fyndigheterna finns krysopras som ådror och noduler med brun goethit och andra järnoxider i den magnesiumkarbonatrika saproliten under ett täcke av järn och kiseldioxid.
Fyndorter finns bland annat i Australien, Brasilien, Indien, Kazakstan, Madagaskar, Polen, Ryssland, Sydafrika, Tanzania, Tyskland Zimbabwe, och USA (i Arizona, Kalifornien och Oregon). Den högsta kvalitén på krysopras finns i Queensland i Australien och den kallas därför 'australisk jade'.
Ordet "krysopras" är belagt i svenska språket sedan 1747.

## Religiösa urkunder
- Krysopras är den tionde av tolv dyrbara stenar som grundvalarna i "Det Nya Jerusalems" stadsmur består av, så som det återges i Uppenbarelseboken 21:20 i Bibeln.[3]

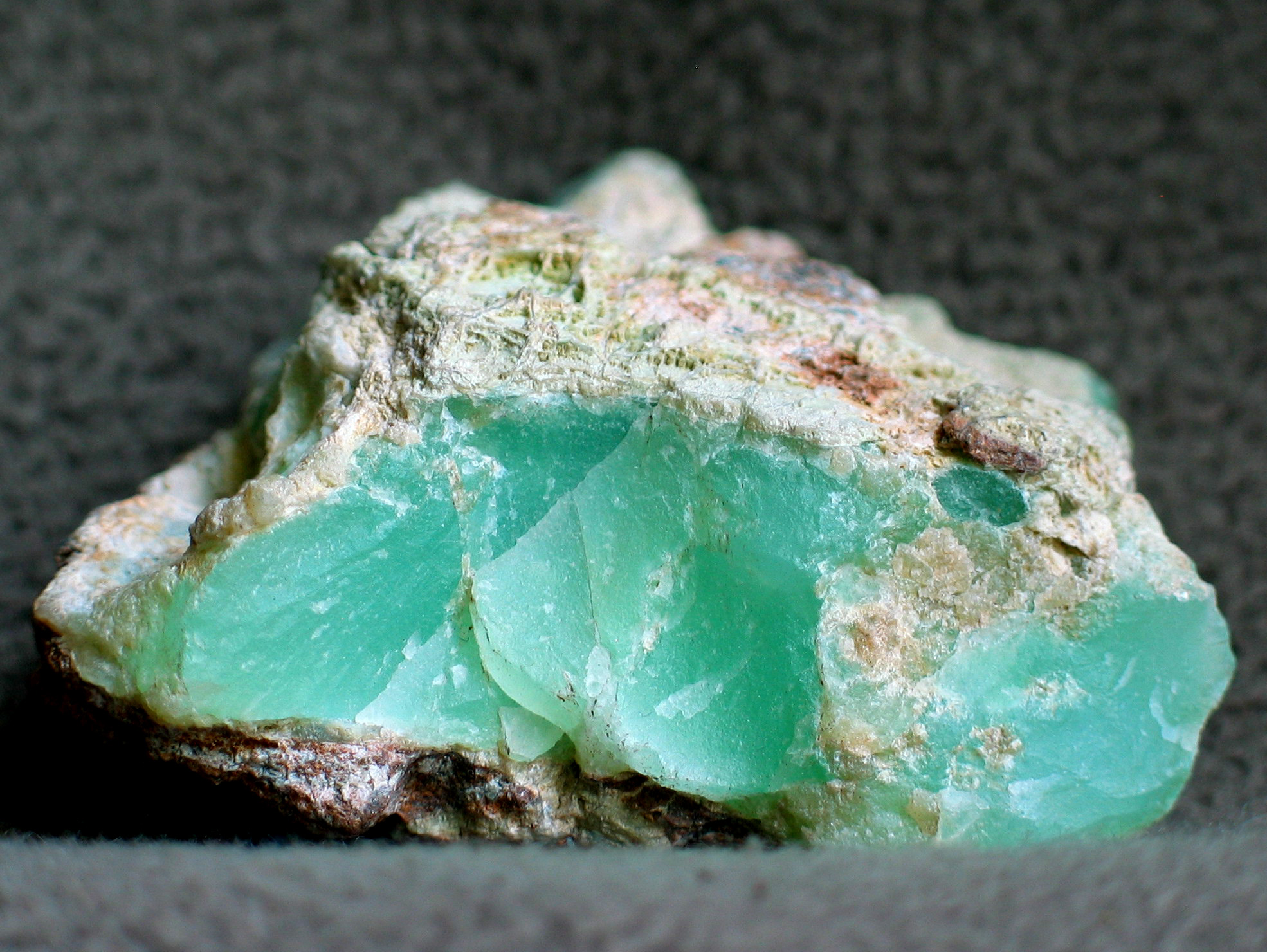
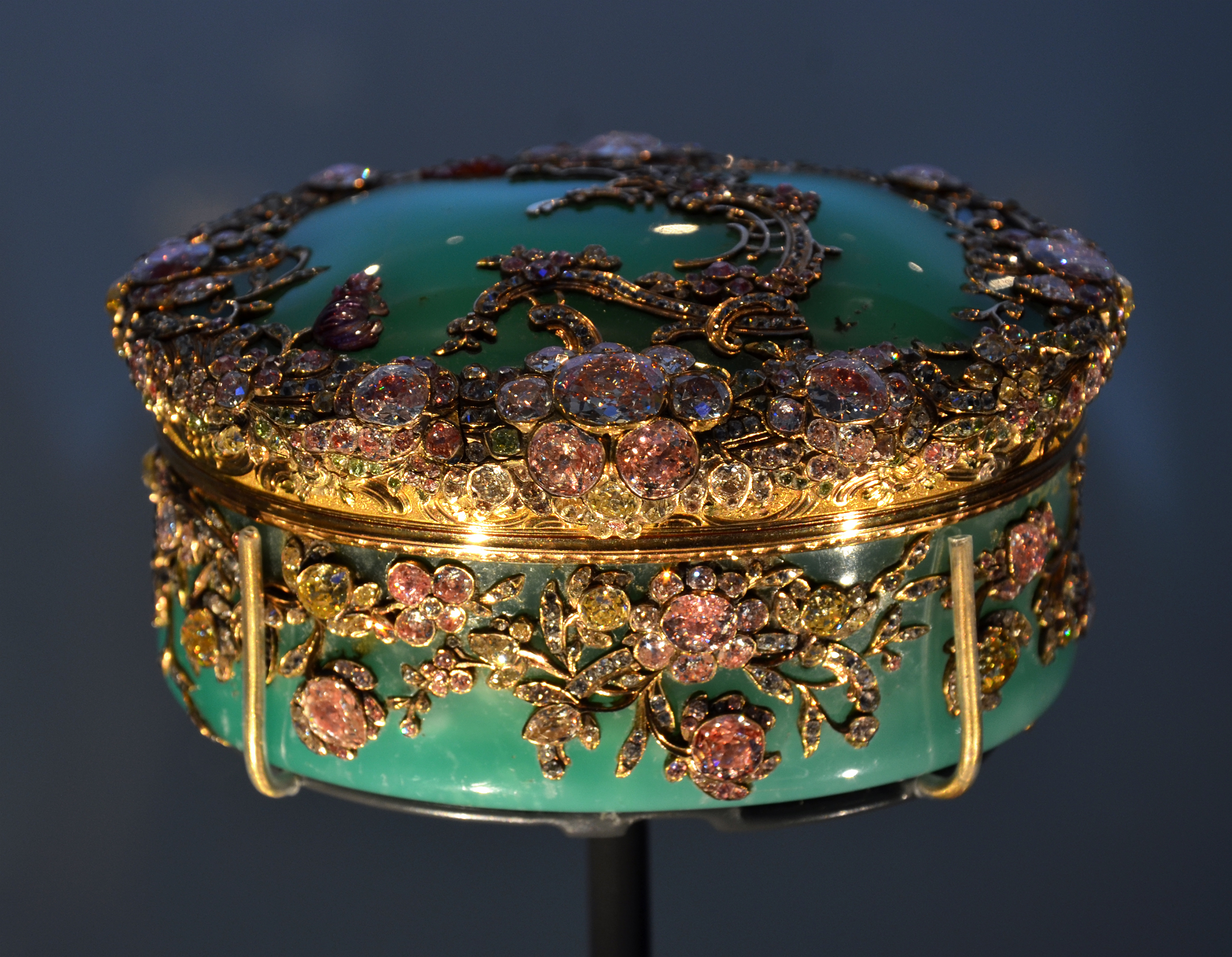
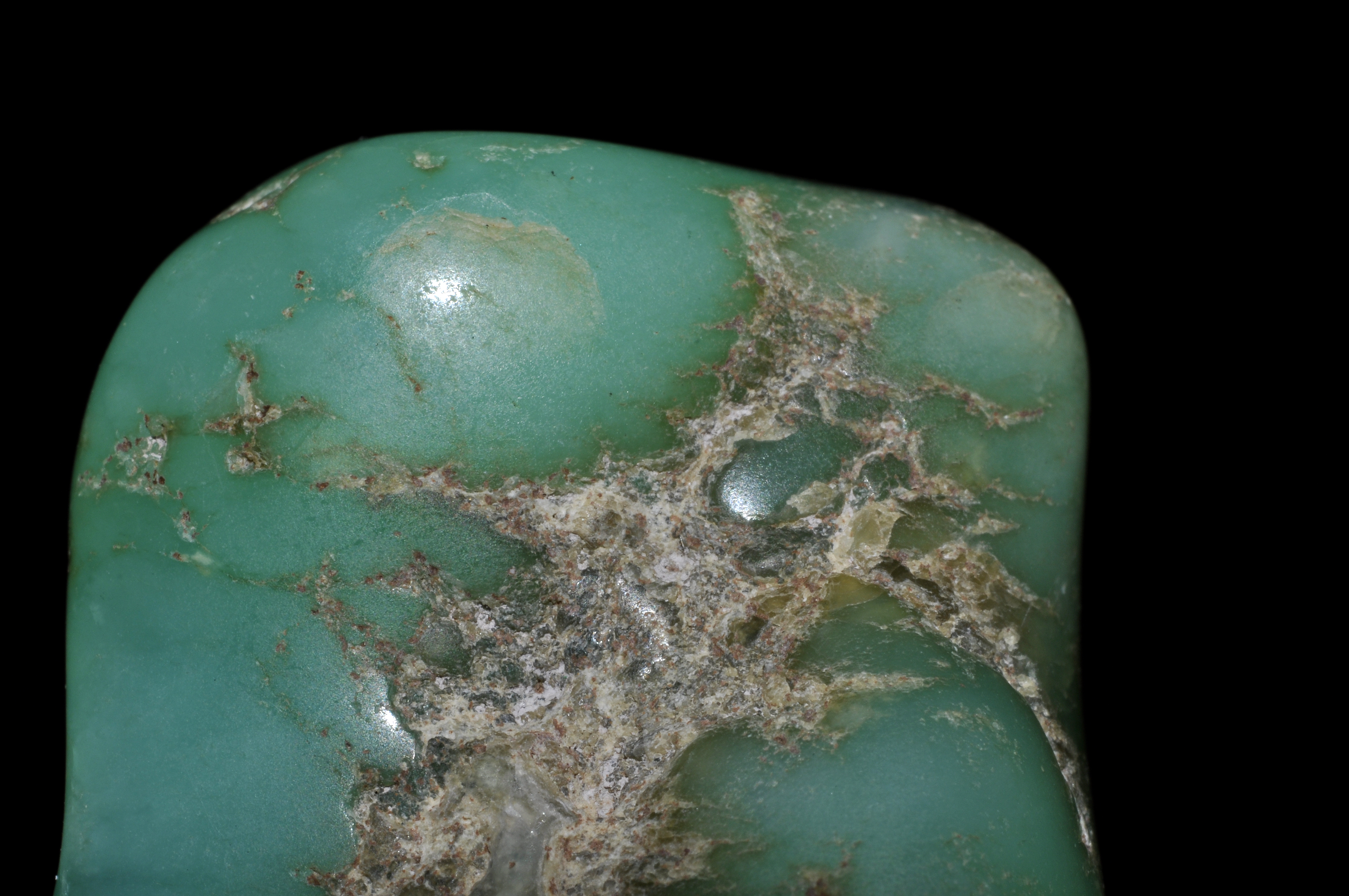
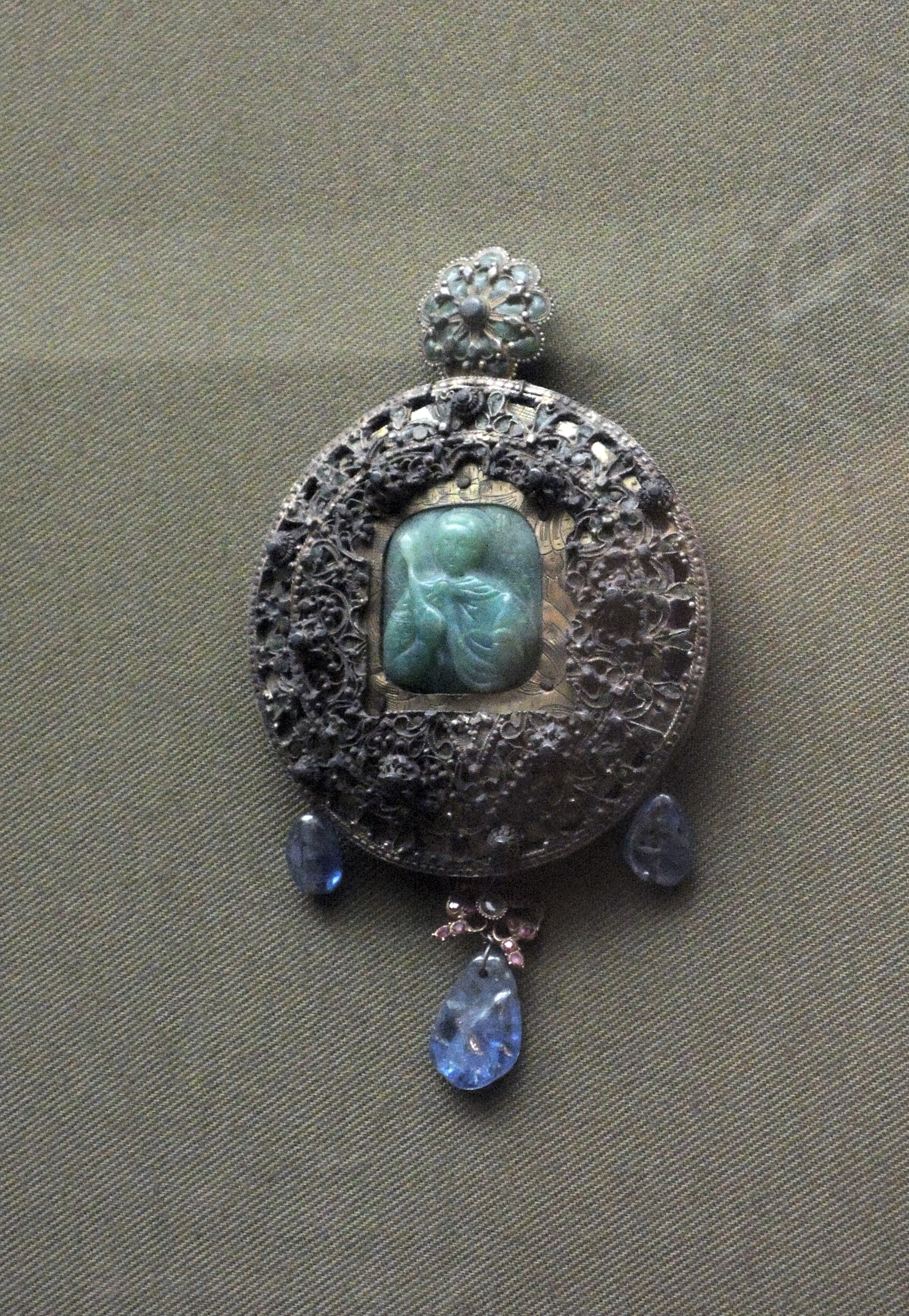